# تميم بن زيري اليفرني
أبو كمال تميم بن زيري بن يعلى اليفرني  من أمراء بني يفرن، سنة 424 هـ انطلق من إمارته بسلا زاحفا على فاس وسيطر عليها وعلى عدة مناطق ببلاد المغرب لغاية 429 هـ عندما طرده حمامة بن المعز منها وأرجعه لإمارته بسلا.
كانت قبيلته بني يذو بن يعلى تسيطر على نواحي سلا.

```
عندما قرر الزحف على فاس خرج الأمير حمامة بن المعز متزعما جيشا مكونا من قبائل مغراوة فانهز أمام تميم اليفرني وفَرَّ إلى مدينة 
وجدة
 ودخل الأمير تميم لفاس فأوقع باليهود وقتل منهم 6000 وأخذ أموالهم وسَبَى نسائهم كما كان مولعا بجهاد 
برغواطة
، هذه الأفعال ترجع 
لجهل تميم بأمور الدين
 حسب رأي 
ابن أبي زرع
 في كتابه 
روض القرطاس
.
[
2
]
```

أقام تميم بفاس لغاية 429 هـ بينما أقام الأمير حمامة بوجدة لغاية 425 هـ فتفرقت عنه جيوشه، فتوجه لتنس فراسل جموع مغراوة وجمعهم تحت راية واحدة فزحف بهم نحو فاس ففر تميم نحو سلا سنة 429 هـ.